# Баобаб Омбаланту
17°30′43″ пд. ш. 14°59′16″ сх. д. / 17.51194° пд. ш. 14.98778° сх. д.
Баобаб Омбалунту, відомий також як Дерево Життя або Омуква вааМбаланту — дерево баобаба виду Adansonia digitata, що знаходиться в Оутапі на північному заході Намібії. Дерево заввишки 28 метрів, стовбур 26,5 м в окружності. Вік дерева оцінюється у 800 років.
Всередині дерева видовбане приміщення, що може вміщати близько 35 осіб. Дерево у різні періоди служило каплицею, поштовим відділенням, будинком і сховищем. Зараз дерево є визначною пам'яткою та туристичною візитівкою міста.